# Raute
Raute Oyj (till 1983 Lahden Rautateollisuus Oy), är ett finländskt verkstadsindustriföretag, verksamt i Nastola.
Raute, som grundades 1908, gör tunga maskiner för produktion av skivor inom den mekaniska skogsindustrin, i synnerhet fanerindustrin. Sedan 1984 har företaget även tillverkning i Nordamerika. Bolaget var tidigare känt för sina ramsågar. Tillverkningen av möbler upphörde 1994 och av vågar 2004. År 2005 var omsättningen 110 miljoner euro och antalet anställda 530. 